# 大控訴
《大控訴》是香港麗的電視1980年製作的電視劇，被評為亞視版《無名火》，全劇共25集。1981年1月至2月農曆新年前後首播，並分別在亞洲電視兩次易手後不久的1999年1月至2月及2009年4月至5月凌晨時份於本港台重播。
本劇由徐小明監製，蕭若元、徐正康等構思，韓義生、程小東擔任武術指導，大部份情節圍繞劇中男性角色編寫，女性戲份比重偏少，且以文戲為主，剛陽味極濃。
擅長擔演警察角色的影視藝人王鍾領銜主演，另由秦沛、張翼、梁小龍、黃植森等飾演警員同事，各具不同性格特質，形象鮮明。其他演員如李影、吳正元和李賽鳳，則在劇中飾演男角們的身邊人。

## 故事簡介
故事以鍾志堅（鍾SIR）、李長根（幫主）、司徒伯雄（聖上）、馬敬松（唾蟲）、區大衞（區公子）等人組成的一隊駐守觀塘警署的C.I.D.（刑事偵緝科）探員為骨幹，透過各人不同性格和特殊身份，編織出一段錯綜複雜、令人拍案叫絕的劇情。除了一般警匪電視劇經常出現的飆車、槍戰、殺人、搶劫、黑幫、家庭倫常等場面，本劇還加插了粗言穢語、露體狂、易服、性虐待等大膽敏感題材。

## 人物介紹
為人正直務實的探員鍾SIR／阿鍾（王鍾 飾），無論面對弱勢社群，或是位高權重的同事，也會想盡辦法，不偏不倚，公平執法，即使最後事與願違，仍會不畏強權作出追究；在充滿正義感的另一面，壞脾氣常會導致不必要的衝突發生，如與女朋友梁楚君（李影 飾）的離合，和妹妹細玲（李賽鳳 飾）鬧翻不和等。
從大陸偷渡來港的李SIR，別號「幫主」（秦沛 飾），因其女朋友在結伴偷渡時不幸身亡，精神受到嚴重打擊，久久未能釋懷，從此需要依靠刺激的玩意以滿足心靈上的空虛，予人一種危險和神經失常的感覺。一日，「幫主」認識到跟前度女朋友非常相像的偷渡客衞紅（容惠雯 飾），承諾要照顧她。可惜她誤交損友，被逼良為娼，更慘遭施暴，最後自縊而亡，「幫主」在連番受創下，不惜一切代價，誓要查出真相！
年少時與女友偷嘗禁果後，遭人用馬鞭鞭打而留下童年陰影的司徒SIR，別號「聖上」（張翼 飾），事業得意卻仍然未婚，因而影響晉升機會，遂向一直對他有好感的檢控官Betty（吳正元 飾）提出訂婚，即便如此，男方仍瞞著未婚妻，與年輕少女進行性虐待遊戲。一直深愛Betty的David（別號「區公子」，黃植森 飾）並未因他們訂婚而放棄追求，惟女方對他的舉措無動於衷。
曾經加入黑道的探員馬敬松，別號「唾蟲」（梁小龍 飾），在查案過程中與黑道中人過從甚密，對工作甚為有利，更從中得知司徒SIR與黑幫勾結的秘密，以致二人關係非比尋常，經常互相利用，「唾蟲」被調職令人存疑。

## 演員列表
| 演員     | 角色       | 簡要介紹                                                                                  |
| -------- | ---------- | ----------------------------------------------------------------------------------------- |
| 王鍾     | 鍾志堅     | 鍾SIR／亞鍾，C.I.D.探員, 後成為署理高級幫辦，鍾志寧之哥哥, 兩兄妹相依為命，梁楚君之男朋友 |
| 張翼     | 司徒伯雄   | 司徒SIR／聖上，警司，區大衞之上司，許慕佳之女朋友／未婚夫，有特殊性癖好                   |
| 秦沛     | 李長根     | 李SIR／幫主，鍾志堅之好朋友，邂逅麥衞虹，偏好飆車及「俄羅斯輪盤」                         |
| 梁小龍   | 馬敬松     | 唾蟲，C.I.D.探員，依依之同居男朋友，與司徒伯雄之關係耐人尋味                              |
| 黃植森   | 區大衞     | DAVID／區公子，鍾SIR等C.I.D.探員之上司，追求許慕佳                                        |
| 楊家安   | 安仔       | 鴨嘴安／八婆安，C.I.D.探員                                                                |
| 王宇凰   | 董琳       | JENNIFER，C.I.D.探員，司徒伯雄之姪女，暗戀鍾志堅，與楊志明相戀                            |
| 李影     | 梁楚君     | LISA，警察投訴科調查員，鍾志堅之女朋友                                                    |
| 李賽鳳   | 鍾志寧     | 細玲，鍾志堅之妹妹, 兩兄妹相依為命，沈咪咪之同學                                          |
| 吳正元   | 許慕佳     | BETTY，檢控官，司徒伯雄之未婚妻，區大衞之心儀對象                                         |
| 亦嘉     | 依依       | 「唾蟲」之同居女朋友                                                                      |
| 陳中堅   | 陳警司     | 司徒伯雄之好朋友，專案小組成員                                                            |
| 吳回     | 梁父       | 梁楚君父親                                                                                |
| 李燕萍   | 梁母       | 梁楚君母親                                                                                |
| 關偉倫   | 梁表哥     | 亞泰，梁楚君表哥                                                                          |
| 王書麒   | 司徒伯雄   | 司徒伯雄（童年）                                                                          |
| 田啟文   | 王奀       | 奀仔，智障人士                                                                            |
| 鄭文霞   | 蘇桂英     | 王奀母親                                                                                  |
| 張沛忠   | 施展鵬     | 露體狂                                                                                    |
| 許瑩英   | 施母       |                                                                                           |
| 岑偉倫   | 菲菲       | 易服癖                                                                                    |
| 林迪安   | 肺積水     |                                                                                           |
| 葉天行   | GIGO       | 以妓女賣淫為生                                                                            |
| 李壽祺   | 七叔       |                                                                                           |
| 鄭恕峰   | 大雞       |                                                                                           |
| 何乃豪   | 細雞       |                                                                                           |
| 容惠雯   | 麥衞虹     | 邂逅李長根，慘遭施暴致精神受創而自殺                                                      |
| 潘婉芬   | 秀琼       | 麥衞虹之朋友                                                                              |
| 蔡昌     | 周炳貴     |                                                                                           |
| 劉香紅   | MARY       |                                                                                           |
| 阮惠熊   | TOMMY      | 女人型                                                                                    |
| 司馬華龍 | 契爺       |                                                                                           |
| 黃煜倫   | DICK       |                                                                                           |
| 羅樂林   | 楊志明     | 董琳之情人                                                                                |
| 蘇貫虹   | 沈咪咪     | 鍾志寧之同學，慘遭施暴致精神崩潰                                                          |
| 容守怡   | 咪咪母     |                                                                                           |
| 劉一帆   | 麥叔叔     |                                                                                           |
| 利永錫   | 奇叔       |                                                                                           |
| 陳偉匡   | 吳醫生     |                                                                                           |
| 梁國玲   | 八嬸       |                                                                                           |
| 方洲     | 王律師     |                                                                                           |
| 梁德衞   | 張國興     |                                                                                           |
| 梁炳昆   | 陳海       |                                                                                           |
| 韓年生   | 宋波       |                                                                                           |
| 黎秀英   | 女路人     |                                                                                           |
| 尹發     | 輝         |                                                                                           |
| 吳傑强   | 權         |                                                                                           |
| 張帆     | 黑貓       |                                                                                           |
| 陳雄     | 劫匪       |                                                                                           |
| 周淑芳   | 少女       |                                                                                           |
| 鄧德光   | 亞廣       |                                                                                           |
| 李春華   | 大哥成     |                                                                                           |
| 潘世鴻   | 上海仔     |                                                                                           |
| 關子標   | 光叔       | C.I.D.探員                                                                                |
| 韓江     | 成SIR      | C.I.D.探員                                                                                |
| 羅慧琪   | 梁秘書     | 李長根之秘書                                                                              |
| 徐慧     | AMY        | 許慕佳之秘書                                                                              |
| 衞家平   | C.I.D.探員 |                                                                                           |
| 林添     | C.I.D.探員 |                                                                                           |
| 馮文傑   | C.I.D.探員 |                                                                                           |
| 黎金成   | C.I.D.探員 |                                                                                           |
| 伍國誠   | C.I.D.探員 |                                                                                           |
| 方富賢   | C.I.D.探員 |                                                                                           |
| 區嶽     | 尹警司     |                                                                                           |
| 凌禮文   | 警司       |                                                                                           |
| 陳志雄   | 警司       |                                                                                           |
| 劉準     | 警司       |                                                                                           |
| 李達威   | 專案小組   |                                                                                           |
| 孫國祥   | 專案小組   |                                                                                           |
| 鄧燥興   | 專案小組   |                                                                                           |
| 何炳威   | 專案小組   |                                                                                           |
| 曾健明   | 檢控官     |                                                                                           |

## 劇集歌曲
本劇主題曲為同名歌曲《大控訴》，由黎小田作曲，盧國沾填詞，威鎮樂隊主音威利主唱。
曾收錄於以下專輯中：
| 年份 | 發行               | 專輯名稱                            |
| 1981 | C.B.S. 新力唱片    | 威利專輯【天使危機】                |
| 1981 | C.B.S. 新力唱片    | 群星雜錦【CBS新力群星盡精英第二集】 |
| 2014 | Universal 環球唱片 | 群星雜錦【麗的歲月留聲4CD】         |